# Crucecita
Crucecita är en ort i Mexiko.   Den ligger i kommunen Santa María Huatulco och delstaten Oaxaca, i den sydöstra delen av landet, 500 km sydost om huvudstaden Mexico City. Crucecita ligger 37 meter över havet och antalet invånare är 15 130.
Terrängen runt Crucecita är platt åt sydväst, men norrut är den kuperad. Havet är nära Crucecita åt sydost.  Crucecita är det största samhället i trakten.